# Beretta Tx4 Storm
Le  Beretta Tx4 Storm est un fusil de police destiné à armer des groupes d'intervention tels les SWAT Teams nord-américains.

## Présentation
Lancé en 2014, ce fusil est construit en acier (canon), ergal (carcasse et culasse) et en polymère renforcé de fibre de verre pour la monture. Sa crosse est de type semi-pistolet. Sa visée est réglable.

## Données techniques
- Munition : calibre 12 Magnum
- Mécanisme : tir semi-automatique
- Longueur du canon : 47 cm
- Longueur du fusil: 99,5 cm
- Masse du fusil vide : 2,9 kg
- Magasin : 5 cartouches

## Sources
Cette notice est issue de la lecture des revues spécialisées de langue française suivantes :
- Cibles (Fr)
- Action Guns (Fr)
- J. HUON, Encyclopédie mondial de l'Armement, tome 5, Grancher, 2014.